# 西格弗里德·施奈德
西格弗里德·施奈德（德語：Siegfried Schneider，1939年11月12日—），德国男子排球运动员。他曾代表东德参加1968年和1972年夏季奥林匹克运动会排球比赛，其中1972年奥运会获得一枚银牌。